# Pablo Pérez Tremps
Pablo Pérez Tremps   (Madrid, 22 d'agost de 1956 - 16 de juliol de 2021) va ser un jutge espanyol del Tribunal Constitucional i professor de dret constitucional.

## Biografia
Pérez Tremps va néixer el 22 d’agost de 1956 a Madrid, Espanya.
Pérez Tremps es va graduar de la Universitat Complutense de Madrid com a advocat el 1978.

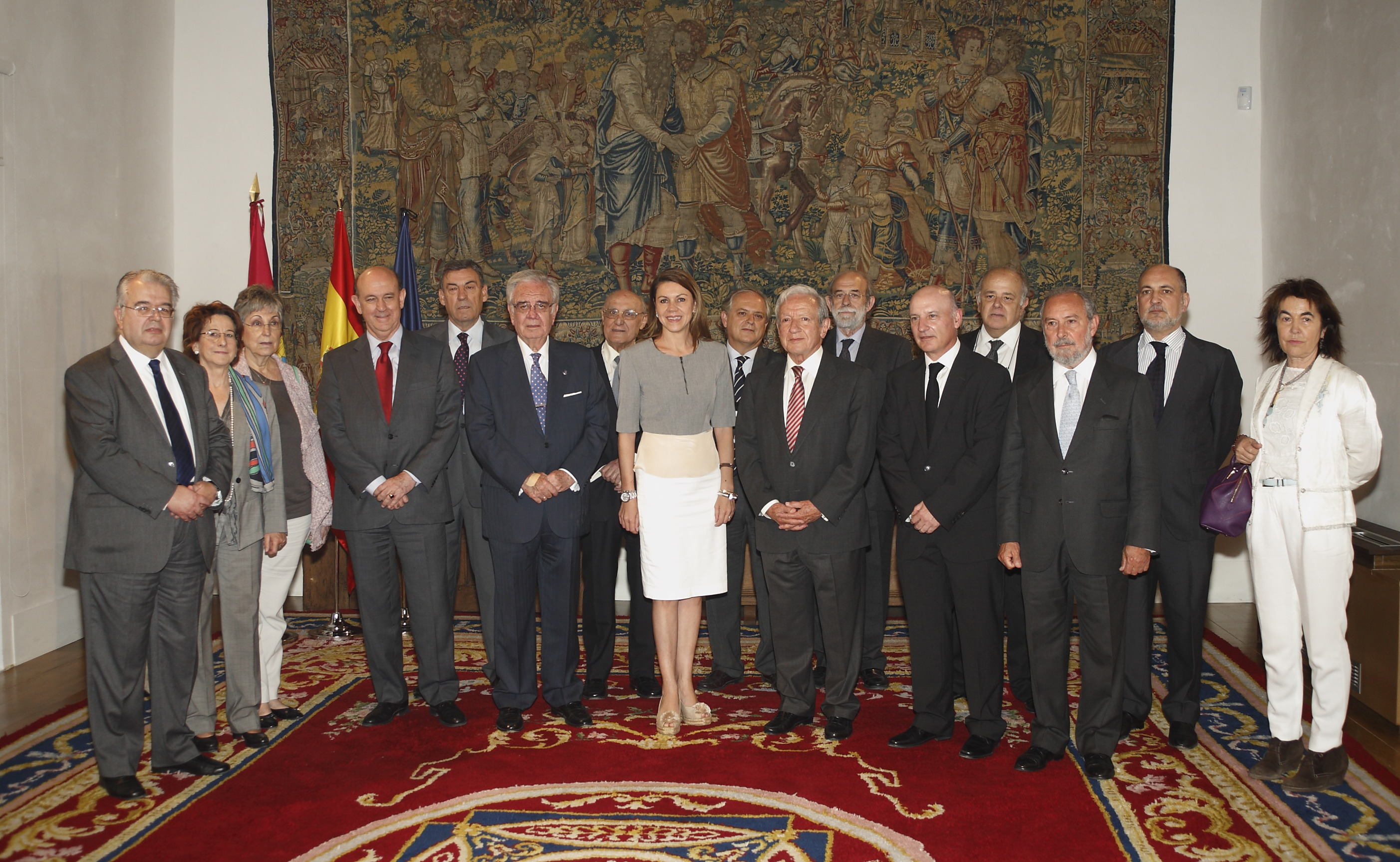
Pérez Tremps (quart per la dreta) i els altres magistrats del Tribunal Constitucional d’Espanya el juny del 2013

Pérez Tremps es va incorporar al Tribunal Constitucional d'Espanya el juny del 2004, per un mandat de nou anys. Pérez Tremps va abandonar el tribunal el juny del 2013.
Pérez Tremps va ser guardonat amb la Medalla de l'Orde al Mèrit Constitucional el 5 de desembre de 2014, a Madrid.
Pérez Tremps va morir el 16 de juliol de 2021, als 64 anys.

## Publicacions
- Normas Políticas (en castellà).  Madrid, Spain: Editorial Tecnos, 2020. ISBN 978-84-309-8004-8.

- Tribunal Constitucional y Poder Judicial (en castellà).  Madrid, Spain: Centre for Constitutional Studies, 1985. ISBN 978-84-259-0721-0.